# Tommaso Temanza

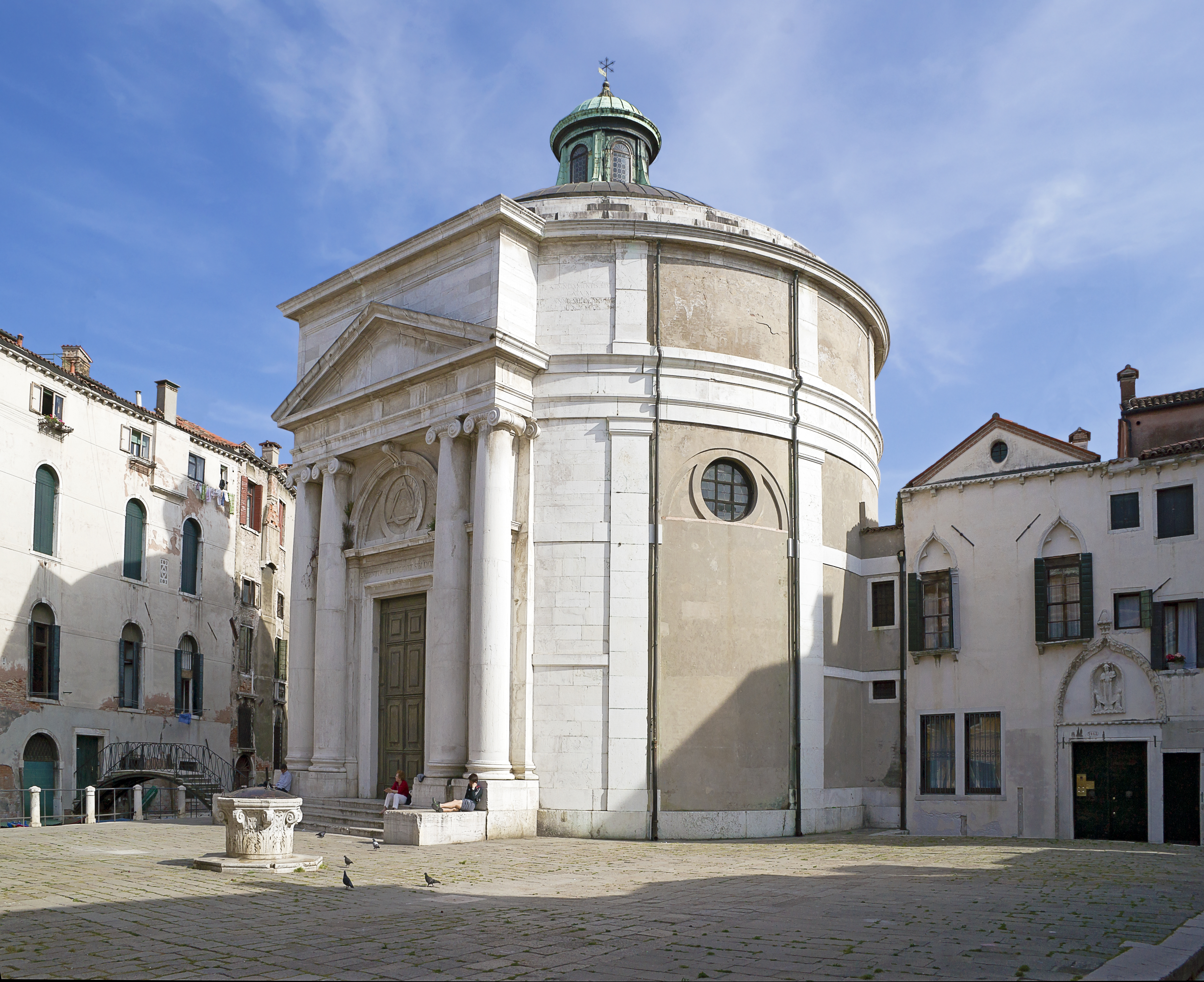
La chiesa di Santa Maria Maddalena a Venezia, dove sono ospitate le sue spoglie

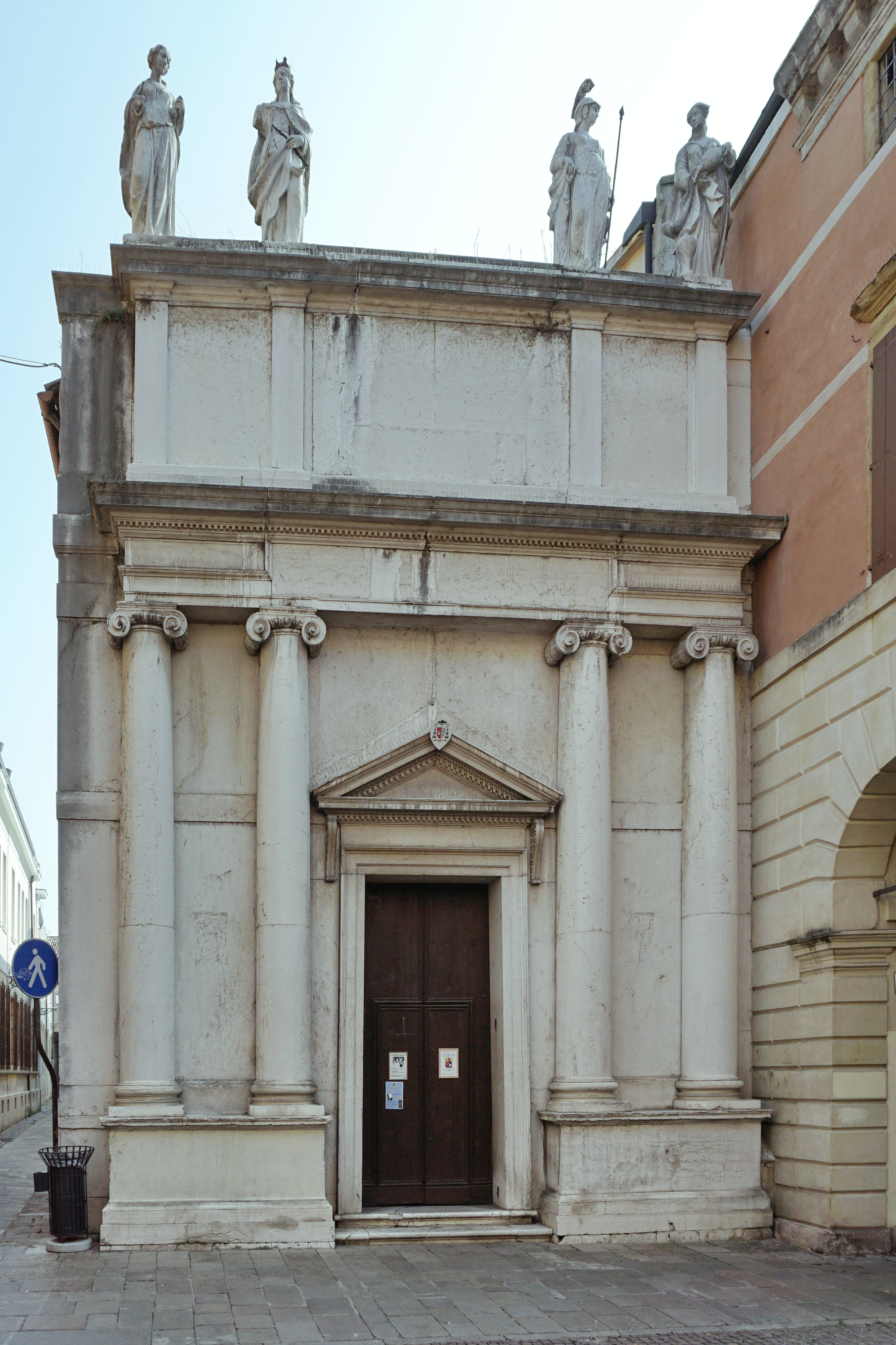
La chiesa di Santa Margherita a Padova

Tommaso Temanza (Venezia, 9 marzo 1705 – Venezia, 14 giugno 1789) è stato un architetto, ingegnere idraulico e scrittore italiano.

## Biografia
Nacque dall'architetto Antonio e da Adriana Scalfarotto, seguì sin da giovane le orme del padre. Fu allievo a Padova del matematico Giovanni Poleni, presso il quale approfondì la matematica e l'applicazione di questa all'architettura. Collaborò anche con Giovanni Scalfarotto, di cui era nipote, presso il quale conobbe il più giovane Giovanni Battista Piranesi.
Fu impiegato come proto (capo architetto) della Magistratura delle acque.

## L'opera
Studioso di Palladio, contribuì all'orientamento palladiano del primo neoclassicismo veneto.
Infatti è una delle personalità chiave dell'evoluzione del linguaggio architettonico veneziano dal rococò al neoclassicismo, nonostante le poche opere portate a compimento.
Le sue opere architettoniche principali furono: a Padova la chiesetta di Santa Margherita (intorno al 1748) e la cappella privata della villa Contarini a Piazzola sul Brenta, a Venezia le chiese di Santa Maria Maddalena e di San Servolo e il progetto del casino di Ca' Zenobio.
La sua massima opera come scrittore è Vite dei più celebri architetti e scultori veneziani del 1778, indispensabile opera di consultazione per gli studiosi di storia dell'architettura veneta tra il XVI ed il XVIII secolo. Scrisse anche una famosa Vita di Andrea Palladio nel 1762 e la Dissertazione sopra l'antica pianta dell'inclita città di Venezia nel duodecimo secolo del 1781, nella quale riporta e analizza quella che viene considerata la più antica pianta della città di Venezia.
Morì a Venezia nel 1789. Le sue ceneri riposano nella chiesa di Santa Maria Maddalena.

## Pubblicazioni

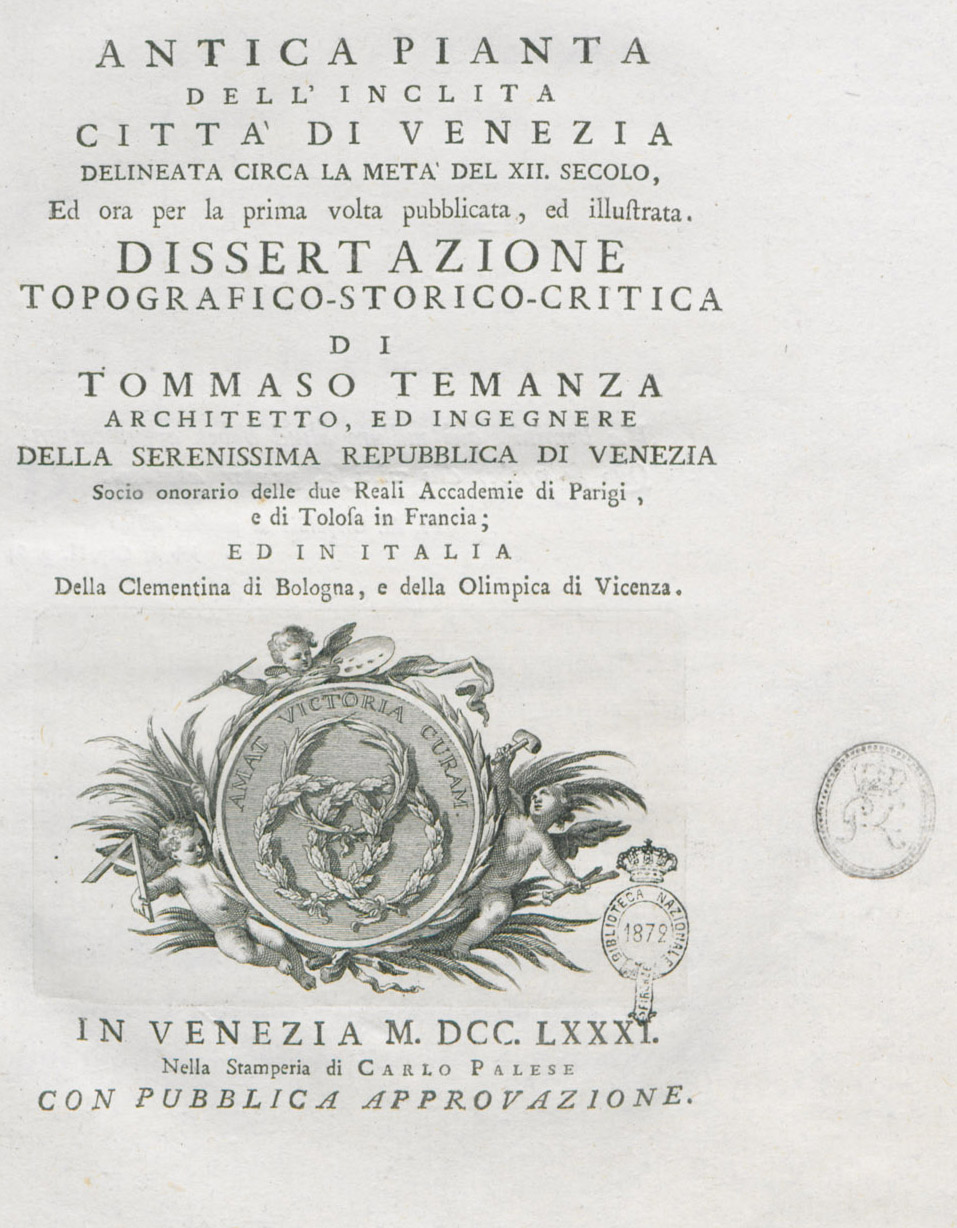
Antica pianta dell'inclita città di Venezia, 1781

- Vita di Andrea Palladio vicentino egregio architetto, Venezia, Giambattista Pasquali, 1762.
- Vite dei più celebri architetti, e scultori veneziani che fiorirono nel secolo decimosesto, Venezia, Carlo Palese, 1778.
- Antica pianta dell'inclita città di Venezia, Venezia, Carlo Palese, 1781.